# Frédéric Spyers
Frédéric Spyers, né le 29 décembre 1866 à Gand et décédé le 19 août 1941 à Anvers fut un homme politique socialiste belge.
Spyers fut docteur en médecine et en sciences naturelles. Il dirigea l' Internationale pour l'Éducation rationnelle de l'Enfant et cofondateur et collaborateur de De Nieuwe School (1912-14).
Il fut élu conseiller communal (1921-35) et échevin (1925-26) de Anvers, sénateur d'Anvers (1919-20).

## Sources
- Bio sur ODIS